# Дом, Антонен
Антонен Дом (фр. Antonin Daum, 30 октября 1864, Битш (фр.) — 28 марта 1930, Нанси) — французский художник декоративно-прикладного искусства периода модерна, или стиля ар-нуво; мастер стеклоделия, инженер-технолог и предприниматель. Один из участников предприятия, известного в истории искусства под названием Школа Нанси.

## Биография

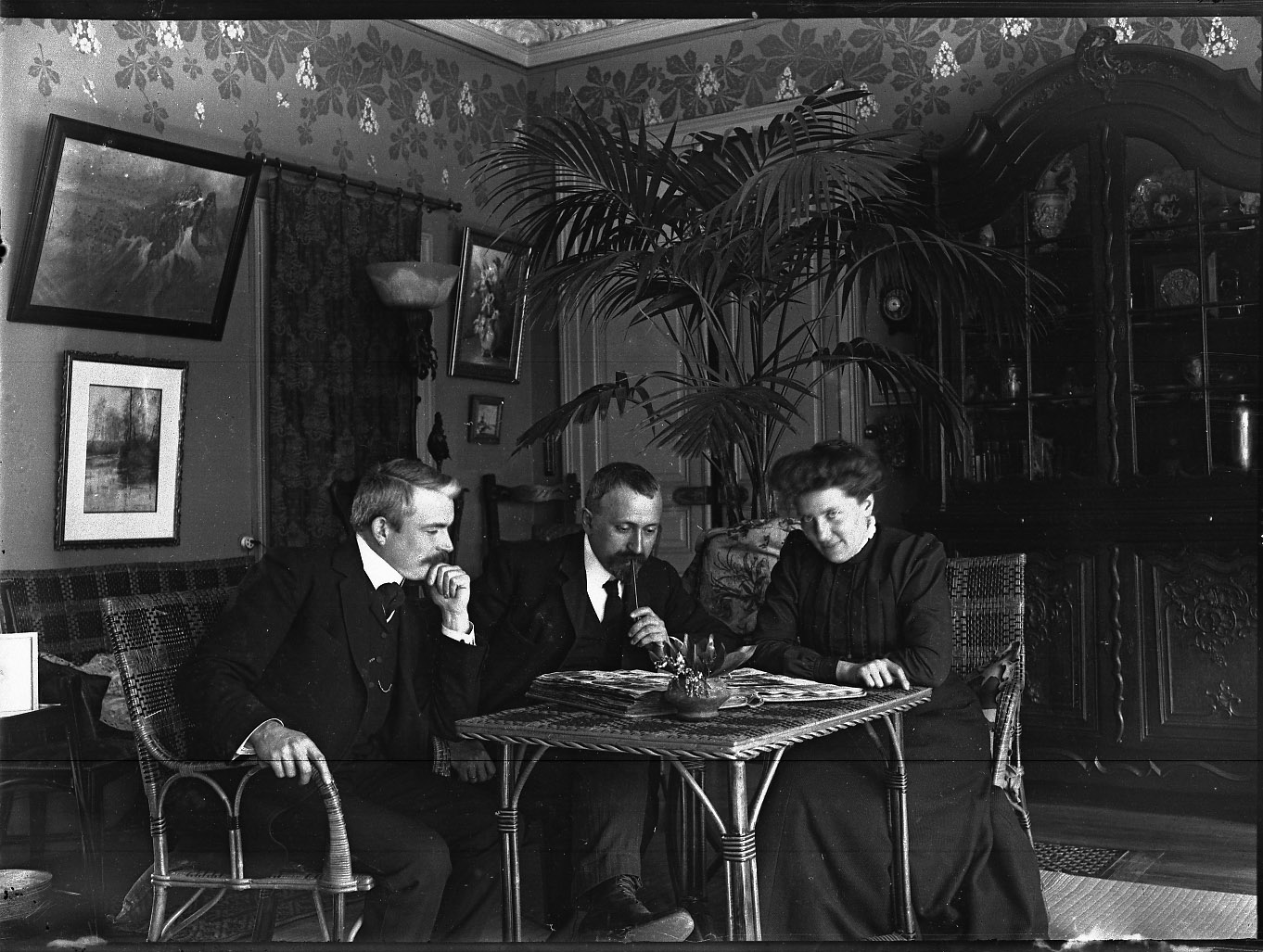
Слева направо: Луи Сенсер, Антонен Дом и его супруга Маргерита Дом. Фотография ок. 1910 г.

Сын нотариуса Жана Дома (1825—1885) из Битша (коммуна на северо-востоке Франции, департамент Мозель, Лотарингия). После аннексии Пруссией в ходе франко-прусской войны 1870—1871 годов части Эльзаса-Лотарингии Жан Дом переехал в город Нанси, оставшийся в составе Франции, где приобрёл старую стекольную фабрику. С 1887 года фабрикой стали руководить его сыновья: Антонен (Антуан) и Огюст Дом (1853—1909). Антонен имел инженерное образование, Огюст проявил способности к организации производства и коммерции. Но главное — братья умели привлечь заинтересованных людей: художников, технологов, мастеров. Среди них были: Жак Грубер, Анри Берже, Эрнест Бюссьер, Эдгар Брандт, Чарльз Шнайдер и выдающийся художник Луи Мажорель.
После успеха Эмиля Галле на Всемирной выставке 1889 года в Париже братья Дом решили обратиться к «новому стилю» — искусству ар нуво. Они начали выпускать изделия из стекла с флоральным (растительным) декором, близкие тем, что производил сам Галле. Братья Дом, как и Галле, использовали травление многослойного стекла, роспись, пескоструйную обработку, технику инкрустации (вплавление цветного стекла в бесцветное) и гравировку. Братья Дом делали всё, чтобы обеспечить успех своего предприятия: устраивали выставки, выпускали каталоги изделий и публиковали их фотографии в альманахе «Обзор декоративных искусств» (La Revue des Arts décoratifs). Антонен Дом проектировал витражи, светильники, мебель и оформление интерьеров. Он использовал металлические монтировки ваз и светильников. Братья Дом вместе с Эмилем Галле развивали флоральное течение в искусстве модерна.
На Всемирной выставке 1900 года в Париже братья Дом вместе с Эмилем Галле получили главный приз за изделия из стекла и ювелирные украшения в стиле ар нуво. Их успех во многом способствовал развитию и достижениям «Школы Нанси». После кончины Галле в 1904 году фирма «Дом» стала во главе Школы Нанси. У Антонена Дома и его жены Маргариты Дидион было четверо детей: сын и три дочери.

## Галерея

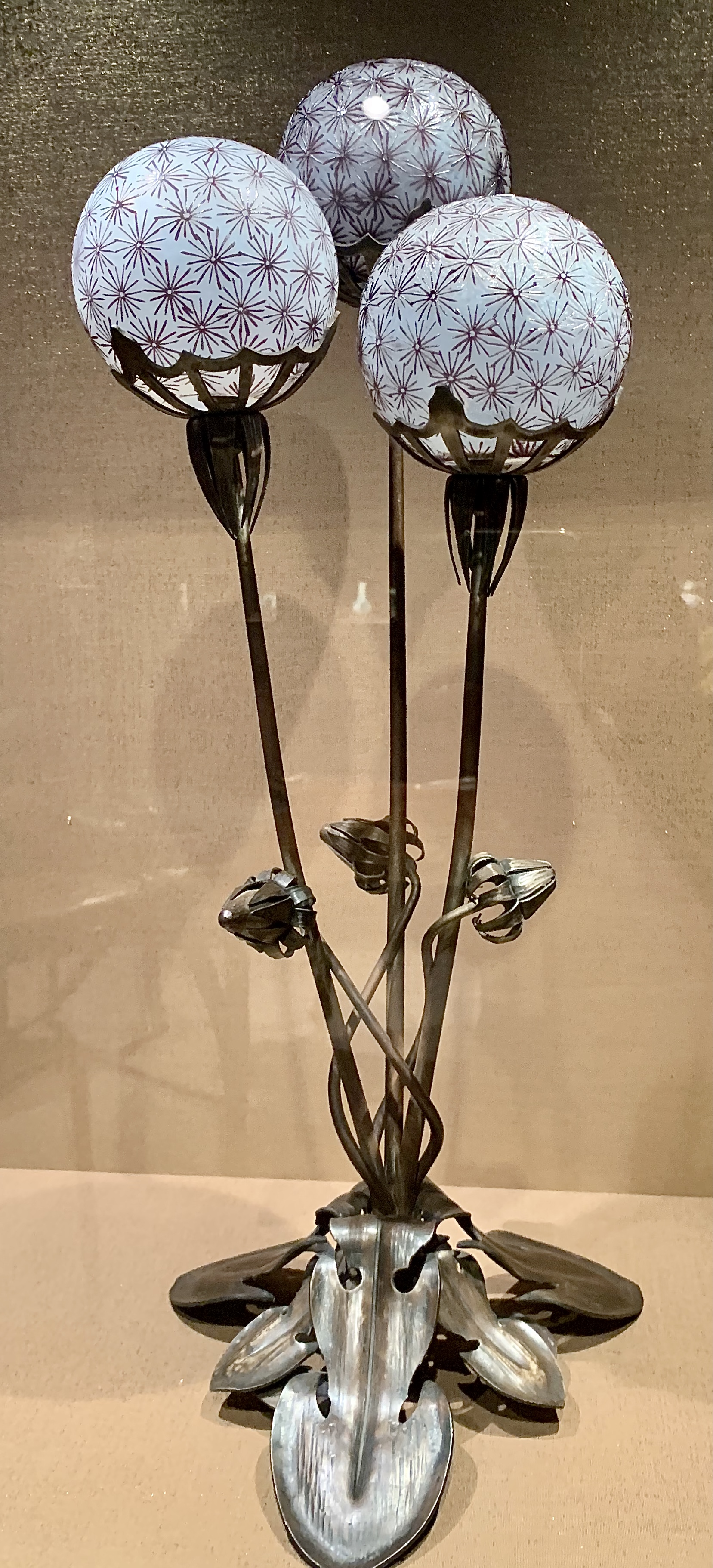
Tриадная лампа «Одуванчики». 1902. «Музей конца века», Брюссель
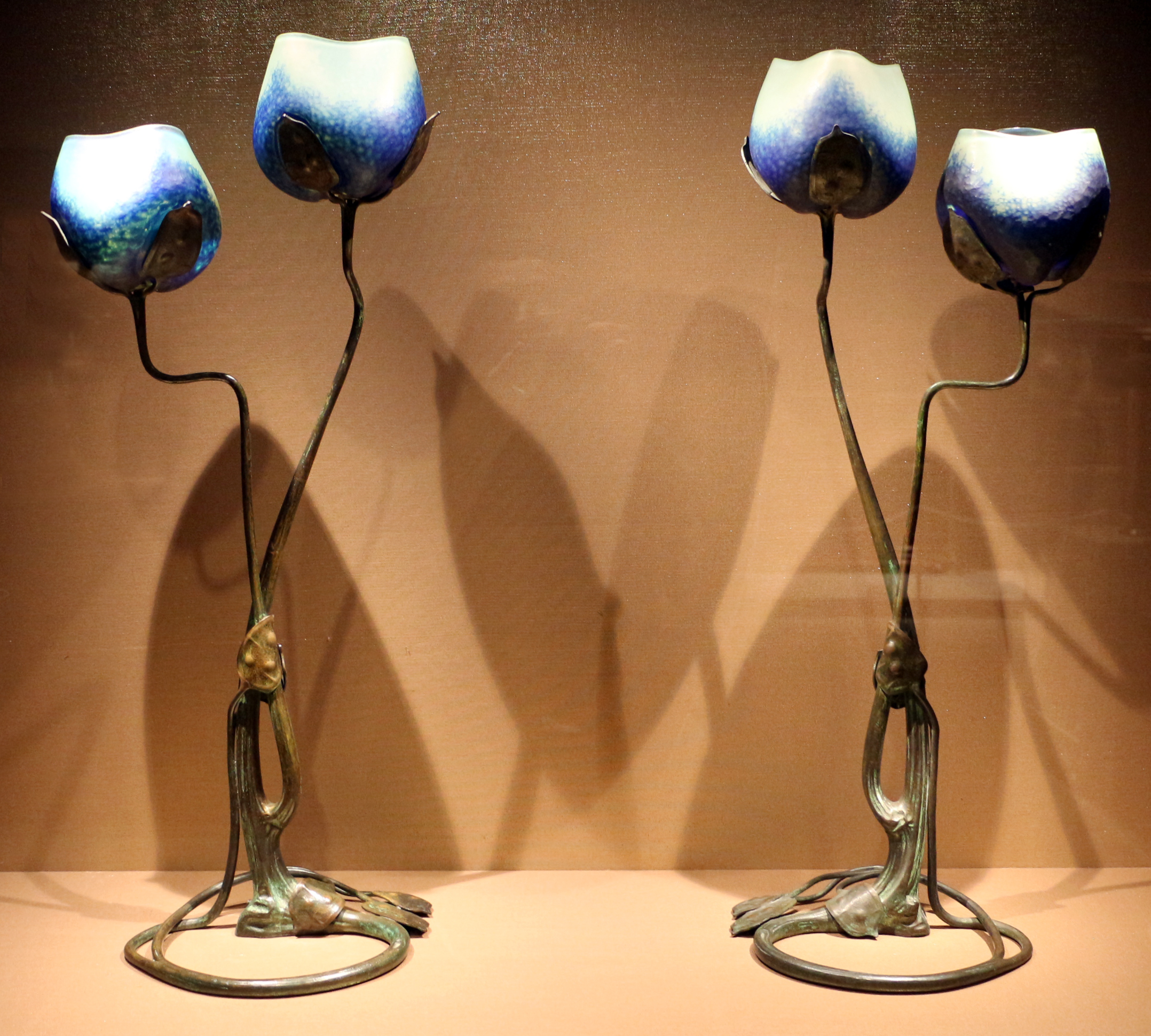
A. Дом и Л. Мажорель. Двойные лампы «Лунарии». 1903. «Музей конца века», Брюссель
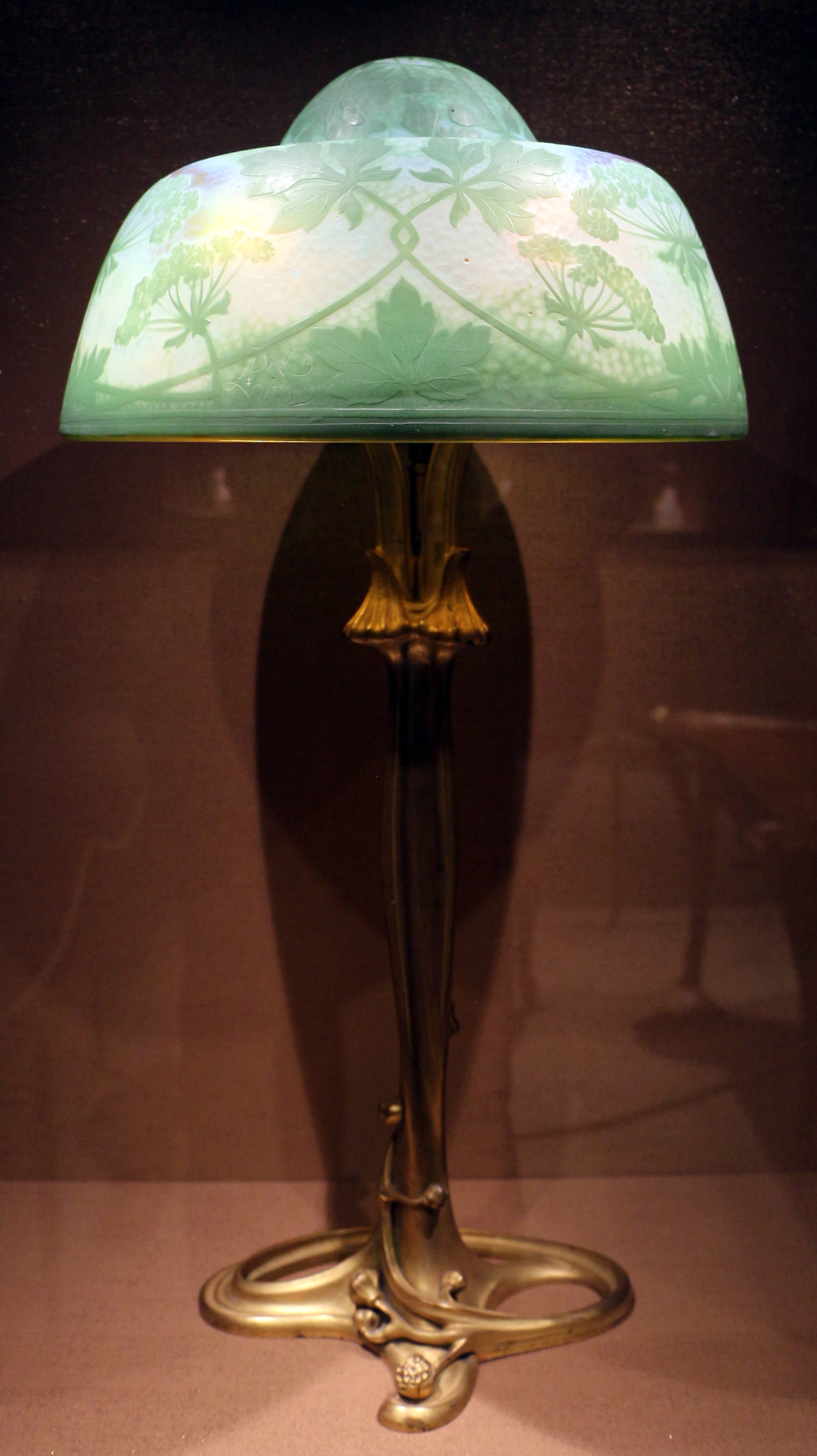
A. Дом и Л. Мажорель. Лампа «Лунарий». 1903. «Музей конца века», Брюссель
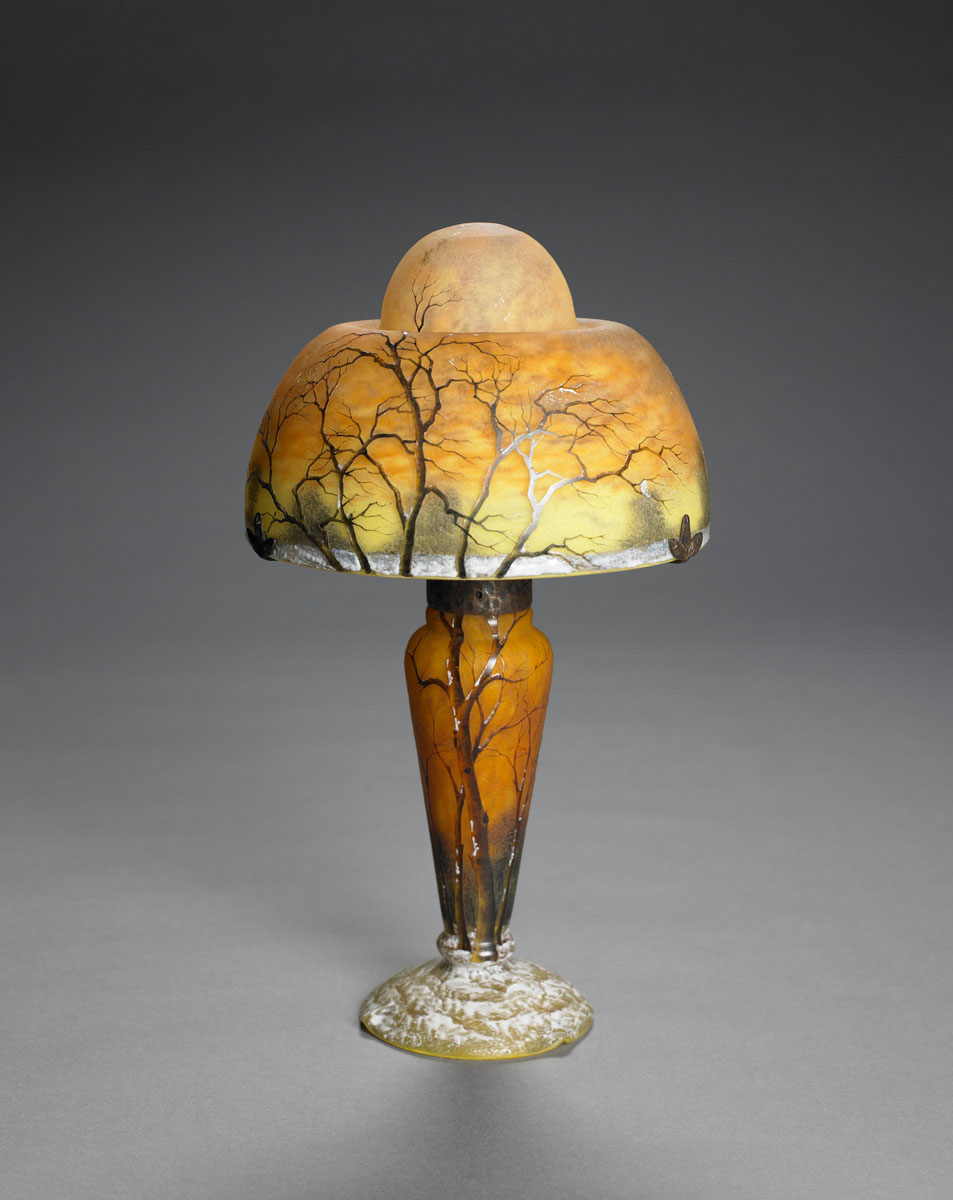
Лампа. Ок. 1900. Бирмингемский художественный музей, Алабама, США
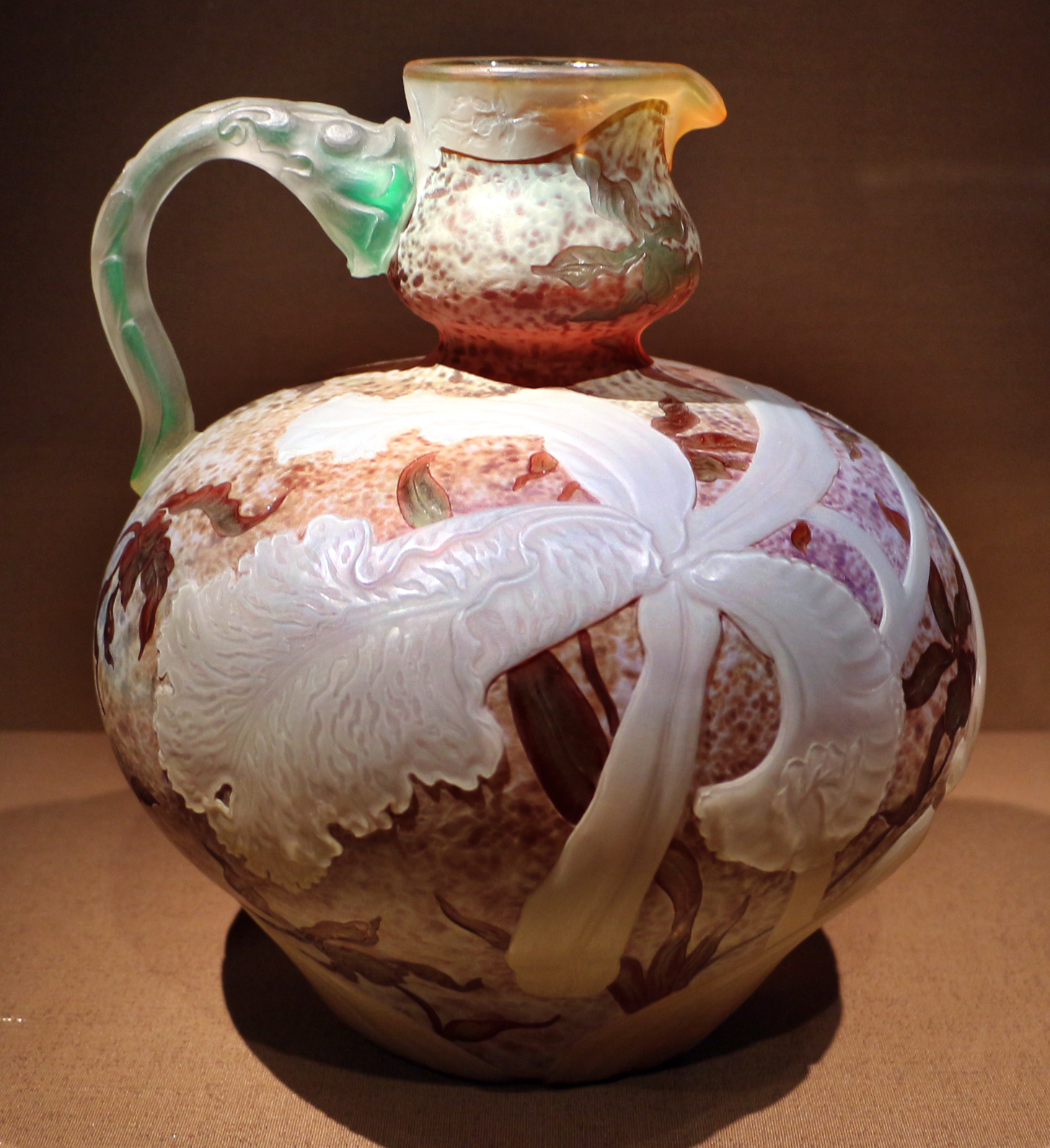
Кувшин с орхидеями. 1903. «Музей конца века», Брюссель
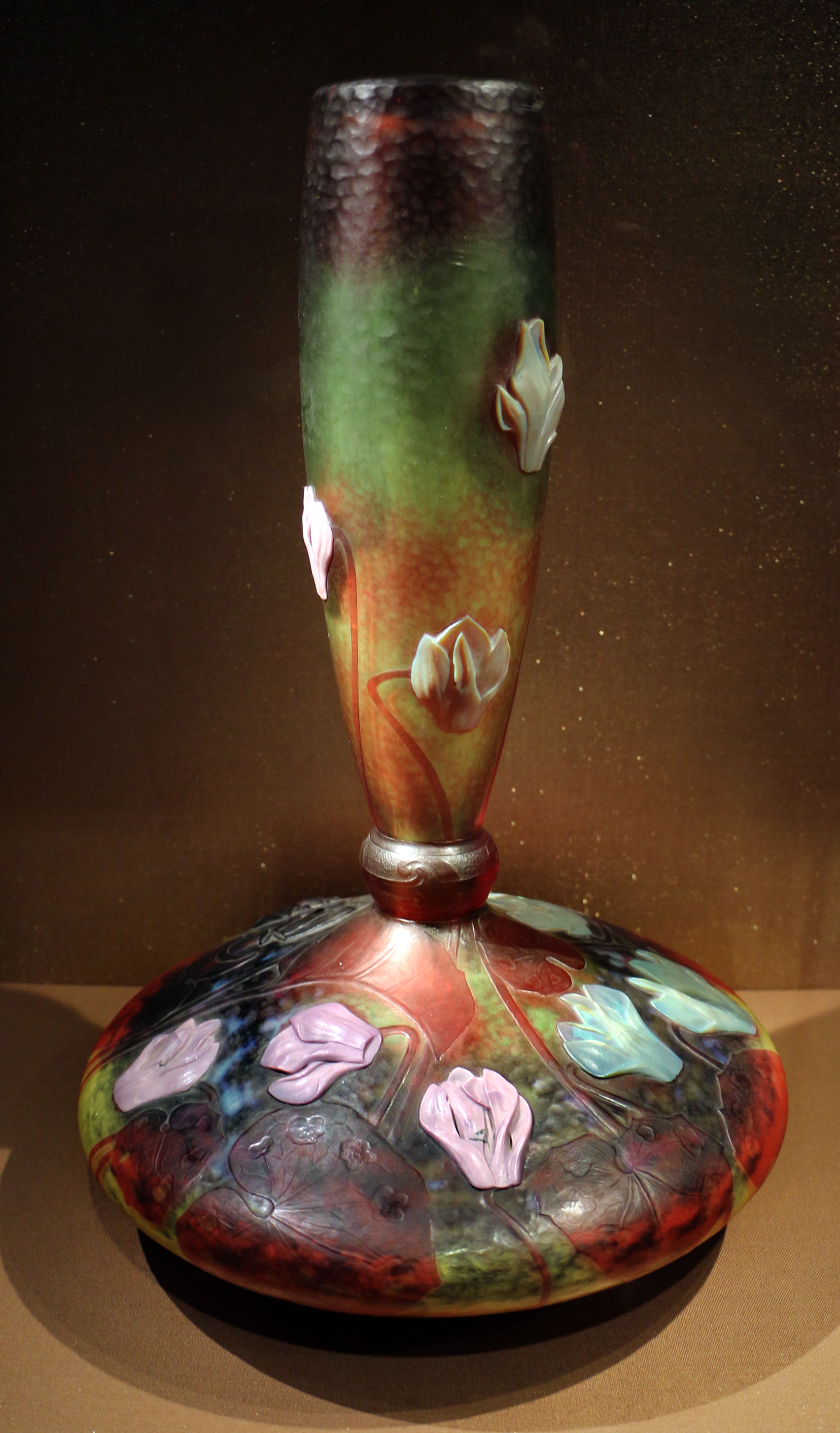
Ваза с цикламенами. 1903. «Музей конца века», Брюссель
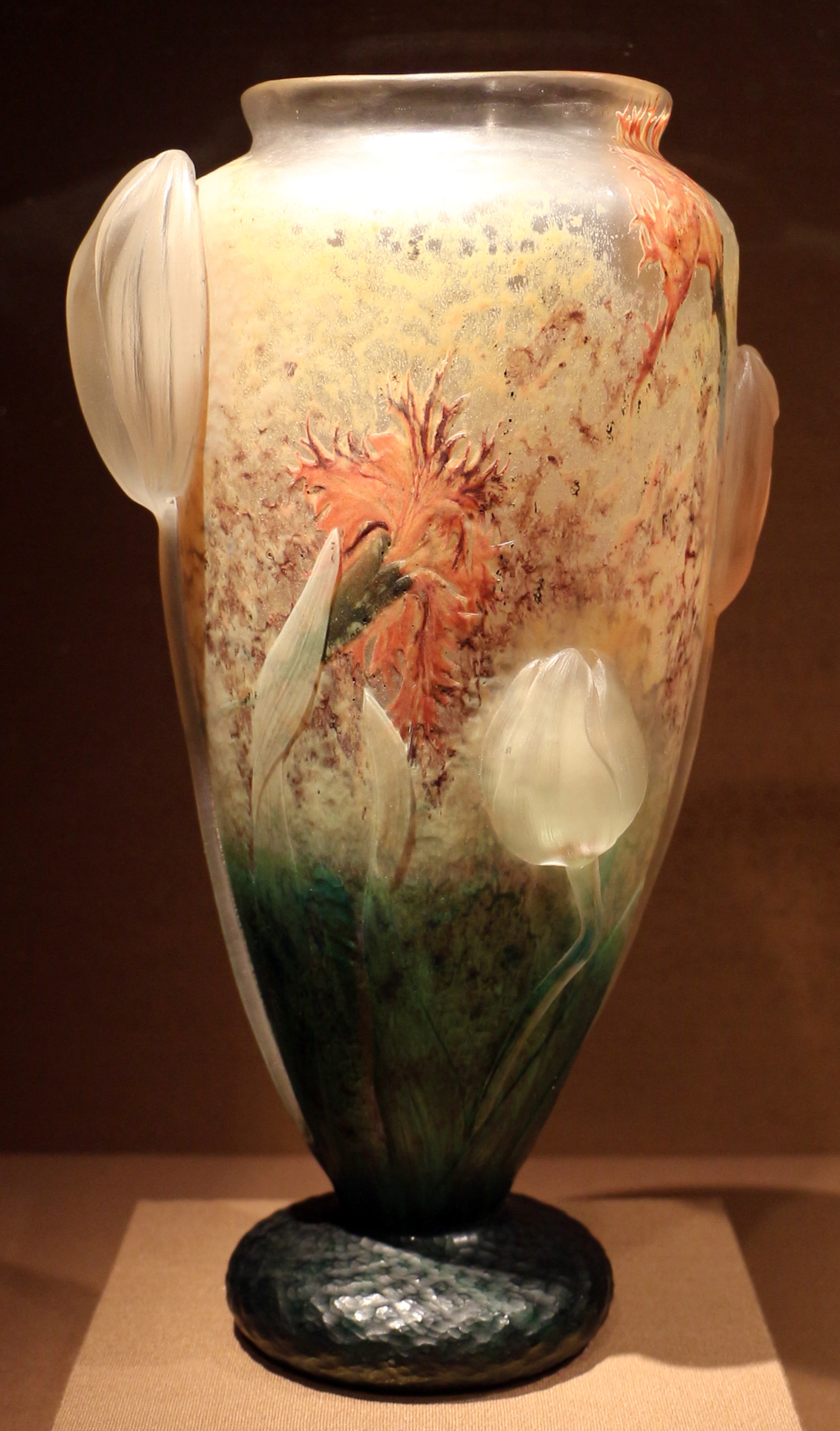
Ваза с тюльпанами. 1910. «Музей конца века», Брюссель
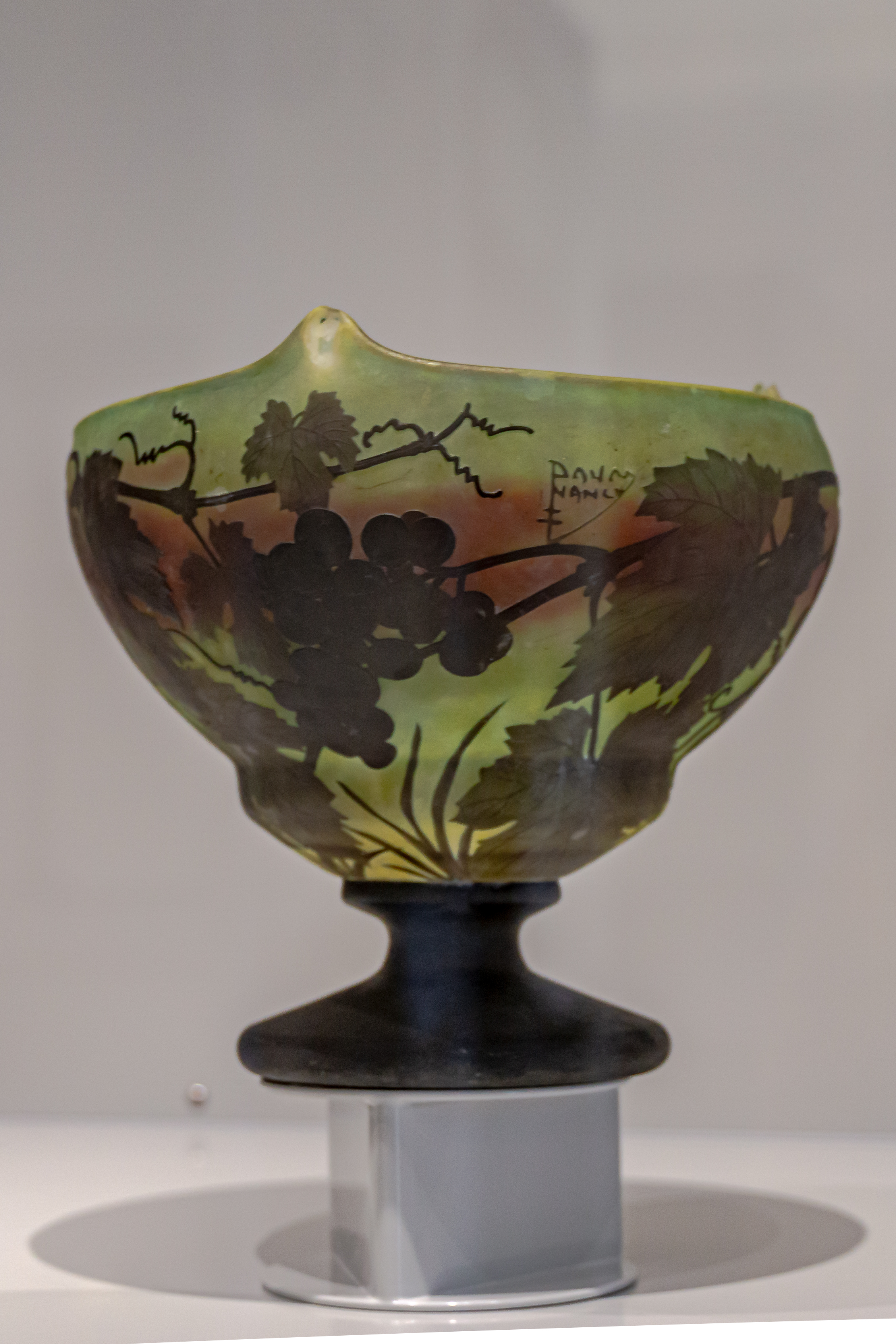
Ваза с флоральным декором. Веймарский Новый музей, Веймар